# Шолль, Софи
Софи́я (Софи́) Магдале́на Шолль (нем. Sophia (Sophie) Magdalena Scholl; 9 мая 1921, Форхтенберг, Веймарская республика — 22 февраля 1943, Мюнхен, Третий рейх) — немецкая студентка и активистка немецкого Сопротивления. Вместе со своим старшим братом Гансом и несколькими другими студентами Мюнхенского университета состояла в группе «Белая роза», участники которой проводили мирные антинацистские акции, в основном распространение листовок и рисование граффити. Софи и Ганс были арестованы гестапо 18 февраля 1943 года по обвинению в государственной измене и уже 22 февраля казнены на гильотине.
После поражения нацистского режима в Германии начался рост интереса к судьбе Ганса и Софи Шолль, сейчас они считаются символами ненасильственного сопротивления нацизму и героями Сопротивления. О них было снято несколько фильмов, установлены памятники.

## Биография

### Детство
София Магдалена родилась в 1921 году в городе Форхтенберг в семье бургомистра города Роберта Шолля и его супруги домохозяйки Магдалены, урождённой Мюллер. София была четвёртым ребёнком в семье. У неё были старшие сёстры Инге (1917—1998) и Элизабет (1920—2020) и брат Ганс (1918—1943). Позже в семье также родился сын Вернер (1922— пропал без вести в 1944) и дочь Тильда (1925—1926). У Софи были близкие отношения со всеми братьями и сёстрами, они чаще всего проводили время вместе. Шолли придерживались лютеранского вероисповедания. Мать семейства Магдалена, которая в 1909 году была рукоположена в диакониссы, воспитывала детей в духе «сильной моральной и социальной осознанности».
В 7-летнем возрасте Софи пошла в школу. Она была прилежной ученицей и особенно отличалась в рисовании и музыке. Также Софи любила спорт и английский язык. В 1930 году Шолли переехали в Людвигсбург, а через два года в Ульм. Здесь отец семейства работал налоговым консультантом и государственным аудитором. В 1932 году Софи поступила в высшую реальную школу для девушек. Софи отличалась от других девочек: она любила походы и мальчишеские игры и единственная из гимназисток города носила короткую стрижку. Она была свободолюбивым подростком. С подросткового возраста Шолль была против любой несправедливости в обществе.
В 1933 году к власти в Германии пришла партия НСДАП и её глава Адольф Гитлер. Роберт Шолль был противником нацистов и сторонником либерализма. Дети первое время поддерживали идеалы правящей партии. Софи с двенадцатилетнего возраста состояла в нацистском Союзе немецких девушек, как и большинство её одноклассниц, а также сёстры Инге и Элизабет. Её привлекали в программе сосредоточенность на природе и общем опыте. Софи уже к 1935 году получила должность командира ячейки. Как командир, она организовывала походы, поездки на экскурсии и в палаточные лагеря. Ганс и Вернер также вступили в Гитлерюгенд.
По воспоминаниям Инге Шолль, Софи нравились в союзе занятия спортом и активный отдых, и она по-видимому не обращала внимания на другие аспекты. Она продолжила дружить с еврейками из школы и даже пожаловалась в управление союза, когда двух из них отказались принимать в ряды участниц. В то же время, по воспоминаниям других сверстников Софи, она была «с большим энтузиазмом, фанатично предана национал-социализму».
Роберт критиковал взгляды детей и был расстроен из-за их вступления в нацистские организации. Он с семьёй ежедневно открыто обсуждал дома политические вопросы. Тем не менее, Шолль считал, что дети должны сами делать выбор. У Софи оставались хорошие отношения с отцом. Она никогда не сообщала в школе о его воззрениях, хотя учеников поощряли доносить на родителей.

### Начало сопротивления
Под влиянием отца, друзей и некоторых учителей Софи вскоре разочаровалась в нацизме, как и её братья и сёстры. В 1935 году были приняты нюрнбергские расовые законы, значительно ограничивающие права евреев. Это противоречило вере Шолль в равноправие. В 1936 году Софи предложила устроить чтения стихотворений Генриха Гейне на мероприятии для членов Союза немецких девушек в Ульме во время приезда одного из важных лидеров организации. Это предложение возмутило лидера, так как Гейне был запрещён Геббельсом еще в 1933 году как левый и антимилитаристский писатель еврейской национальности. На это Шолль, как сообщается, ответила: «Кто не знает Гейне, тот не знает немецкой литературы». Из-за заявлений против нацизма у Софи начались проблемы в школе.
В 1937 году Софи, Ганс, Вернер и Инге Шолль были арестованы гестапо по подозрению в участии в антинацистской группе. В доме семьи прошёл обыск, были изъяты дневники, журналы, сборники стихотворений. Софи отпустили в тот же день, так как ей было 16 лет. Инге и Вернер вышли на свободу через неделю, Ганс провёл в заключении ещё три недели. Этот арест поразил Софи и углубил её недовольство властью. В том же году Софи на танцах познакомилась с Фрицем Хартнагелем. У них завязались отношения, которые продолжались вплоть до её казни. В 1938 году Софи отказалась от должности командира ячейки в союзе. В 1939 году, после начала Второй мировой войны в сентябре, братья Шолли были отправлены на фронт. По воспоминаниям Элизабет Шолль, Софи ещё летом того года сказала: «Надеюсь, будет война. Надеюсь, кто-то противостоит Гитлеру».
Весной 1940 года Шолль окончила школу и поступила на обучение работе воспитательницей в детском саду. Она надеялась, что работа в детском саду сможет заменить прохождение шестимесячной трудовой повинности в Имперской службе труда. Шолль продолжала критиковать нацистскую власть. В 1941 году она успешно сдала экзамены и мечтала поступить в Мюнхенский университет, где уже учился её брат Ганс. Однако ей всё же пришлось отработать повинность, поскольку это было обязательным условием для поступления в университет.
Шолль отработала 6 месяцев воспитательницей в Блумберге с весны 1941 года. Тяжёлый и подобный военному режим работы в Имперской службе труда также отвратил её от нацизма. Шолль писала, что мечтала о независимости, прекращении войны и воссоединении со своим возлюбленным Фрицем Хартнагелем, который воевал на восточном фронте. Они поддерживали переписку. Последний раз с Хартнагелем она виделась 20 мая 1942 года, прежде чем он отправился на Восточный фронт. Софи было трудно принять его карьеру офицера в армии, потому что она считала это сделкой с совестью. Когда появлялась возможность, Софи ездила в Ульм встретиться с Гансом во время его отпусков из армии.
Шолль увлекалась чтением литературы на философские и теологические темы. В своих воззрениях она опиралась на сочинения Аврелия Августина. Религиозные убеждения были одной из основных причин, почему она отвергала нацистскую идеологию.

### «Белая роза»
В мае 1942 года Шолль поступила в Мюнхенский университет для изучения философии и биологии. Ганс к тому времени уже вернулся с фронта и учился на медицинском факультете. Он познакомил Софи со своими друзьями, которые образовали тесный круг, связанный общими философскими, политическими, музыкальными, литературными и спортивными интересами. Среди них были Александр Шморель, Кристоф Пробст, Вилли Граф и Юрген Виттенштейн. Вместе студенты посещали лекции, спектакли и концерты, ходили в походы, катались на лыжах и занимались альпинизмом. Софи была вдохновлена лекциями преподавателя философии Курта Хубера.
Ганс Шолль и Александр Шморель находились под впечатлением от службы на восточном фронте, где они лично видели преступления нацистов против населения СССР и Польши. О подобных случаях рассказывал Софи и её жених Хартнагель. С июня 1942 года Ганс Шолль и Шморель начали печатать и тайно распространять листовки в Мюнхене и окрестностях, призывая своих однокурсников и других немцев к сопротивлению нацизму. Листовки выпускались от имени «Белой розы» — так себя назвала группа. Друзья решили прибегнуть к мирному протесту по примеру американских студентов, борющихся против расовой дискриминации.
Изначально Ганс не хотел, чтобы его сестра принимала участие в деятельности «Белой розы» из-за опасности. Софи видела листовки и поддерживала деятельность протестующих. Когда она случайно узнала о том, что её брат также состоит в группе, то решила присоединиться к сопротивлению. Хартнагель отговаривал невесту от участия в оппозиционной группировке. По воспоминаниям Элизабет Шолль, Хартнагель в мае 1942 года сказал Софи, что это может стоить ей жизни, на что она ответила: «Я знаю». Она попросила у него 1000 рейхсмарок, но не сказала, для чего. Деньги нужны были ей для покупки типографского станка для печатания листовок. Вскоре к ним присоединились и их друзья Граф и Пробст, а также преподаватель Хубер.
Члены «Белой розы» написали 6 различных листовок. Их размножали с помощью ротатора. Вопреки популярному убеждению, Софи не принимала участия в написании текстов, а только в распространении листовок. Сначала листовки только высылали по почте профессорам, книготорговцам, писателям и другим. Адреса находили в телефонной книге и писали от руки на каждом конверте. В дальнейшем тысячи листовок были отправлены в домохозяйства Германии. Несмотря на риск проверки гестапо, активисты перевозили листовки на поездах.
В 1942 году отец Софи Роберт был приговорён к четырем месяцам тюремного заключения за критику Гитлера. Это ещё больше усилило ненависть Софи к нацистскому режиму. По воспоминаниям другой участницы «Белой розы», Софи иногда так боялась ареста, что спала в кровати брата.
Студентам удалось привлечь широкую сеть сторонников во множестве городов, которые помогали в приобретении бумаги, конвертов и марок. Листовки призывали к саботажу военной промышленности и борьбе против НСДАП. Помимо этого, члены «Белой розы» рисовали граффити и писали призывы к свержению Гитлера по Мюнхену. После Сталинградской битвы они оставили на стенах зданий Мюнхена надписи «Свобода!» и «Гитлер — массовый убийца». Софи хотела принять участие в акции, но мужчины решили не привлекать её из-за опасности патрулирования улиц.
К январю 1943 года группа успешно работала и была хорошо организована. Они верили, что вскоре власть в Германии изменится. В то же время, их деятельность попала в поле зрения гестапо. Ещё с июня 1942 года началось расследование о листовках в Мюнхене. Оно значительно активизировалось после 28 января 1943 года, когда появилась пятая листовка. С февраля гестапо начало розыск активистов по всей стране, за помощь в их поимке предлагалась награда в 1000 рейхсмарок. Однако установить протестующих долгое время не удавалось.

### Арест и казнь
В январе 1943 года в Мюнхенском университете начали подниматься студенческие протесты. Члены «Белой розы» решили принять участие в агитации студентов. Они распечатали 1300 листовок, и 18 февраля Шолли отправились с ними в университет с целью распространить по аудиториям до начала лекций. Когда Софи сбрасывала пачку листовок с третьего этажа во внутренний двор университета, её заметил дворник (по другим данным, слесарь) Якоб Шмид, убеждённый нацист. Этот момент впоследствии стал культовым, и демонстрировался в каждом художественном и документальном фильме о «Белой розе». Шмид сразу доложил гестапо об увиденном. После этого Софи и Ганс были задержаны в университете. Их обыскали, и полиция обнаружила у Ганса рукописный черновик седьмой листовки. В квартире Софи было найдено письмо к Пробсту, после чего он был также арестован.
Арест не был освещён в прессе и не вызвал протестов со стороны других студентов. Шоллям и Пробсту не разрешили выбрать адвоката, а государственный, по воспоминаниям Инге, был «едва ли сильнее беспомощной марионетки». Ганс пытался защищать сестру, но она полностью взяла на себя ответственность за участие в «Белой розе» и сама пыталась отвести обвинение от друзей, в том числе отца троих детей Пробста. Гестапо было готово проявить к ней снисхождение, если она выразит сожаление о своей деятельности против нацизма. Софи отказалась, так как не хотела предавать остальных. Она сказала адвокату: «Если моего брата приговорят к смерти, вы не должны позволить им вынести мне более мягкий приговор, потому что я виновата точно так же, как и он». Её допрашивали практически беспрерывно в течение трёх дней. Друзья Шоллей сообщили об аресте их родителям, и Роберт с Магдаленой сразу приехали в Мюнхен. Тем не менее, им не позволили встретиться с детьми в тюрьме.

Дело «Белой розы» дошло до правительства в Берлине и воспринималось как посягательство на саму национал-социалистическую систему. Открытый процесс над Шоллями и Пробстом состоялся в Народной судебной палате 22 февраля. Судьёй был известный своей жестокостью председатель палаты Роланд Фрейслер. На суде он вёл себя эмоционально, громко кричал, вскакивал с места. Процесс длился с 10 утра до половины второго. Софи вела себя уверенно и спокойно. Когда Фрейслер спросил её, считает ли она себя и других протестующих виновными, она ответила: «Я по-прежнему считаю, что сделала лучшее, что могла сделать для своего народа. Поэтому мне не приходится сожалеть о содеянном, и я отвечаю за все последствия моих действий». В итоге все трое были признаны виновными в государственной измене и приговорены к смертной казни. В приговоре отмечалось: 
Обвиняемые призывали к саботажу военной промышленности, они осуждали национал-социалистический образ жизни нашего народа, пропагандировали пораженческие настроения и наихудшим образом отзывались о фюрере. Тем самым они играли на руку врагам Рейха и подрывали обороноспособность нашей страны. За это им придётся заплатить собственной жизнью.
Вернер присутствовал в зале суда. Он смог пожать руки брату и сестре на прощание. Ганс сказал ему: «Оставайся сильным, без компромиссов». Родителям не позволили войти в зал суда. Когда Магдалена сказала, что она мать двух обвиняемых, ей ответили: «Вам следовало их лучше воспитывать».
Сразу же после оглашения приговора Шоллей и Пробста повезли в тюрьму Штадельхайм для казни. Здесь родители в последний раз встретились с Гансом и Софи. Магдалена сказала дочери: «Я больше никогда не увижу, как ты заходишь в дверь». Софи ответила ей: «Мама, в конце концов, я теряю лишь ещё несколько лет жизни». Она сказала родителям, что они с Гансом довольны, что никого не предали и взяли всю ответственность на себя. Уже через несколько часов приговор был приведён в исполнение, все трое были гильотинированы. Палачом был Йохан Райххарт, известный своей модернизацией гильотины и тем, что, по собственным подсчётам, казнил 3165 человек. Сотрудники тюрьмы вспоминали, что Софи мужественно вела себя перед казнью. Её последние слова были «Солнце ещё светит» (нем. Die Sonne scheint noch).
Казнь практически не упоминалась в немецких газетах, но привлекла внимание за рубежом. 6 марта 1943 года заметка о казни Софи и Ганса Шоллей и Кристофа Пробста появилась в «Красной звезде». В апреле в The New York Times была опубликована информация о студенческой оппозиции в Мюнхене. В июне 1943 года Томас Манн в передаче BBC, ориентированной на немцев, рассказал о действиях «Белой розы». Впоследствии были казнены и другие участники «Белой розы» — Хубер и Шморель 13 июля, Граф 12 октября, многие были приговорены к заключению в концлагерях.
Вернер Шолль пропал без вести на фронте в 1944 году. Отец Софи и Ганса Роберт спустя 5 дней после их казни был приговорён к 18 месяцам тюрьмы за прослушивание «вражеских радиостанций». После войны он был обер-бургомистром Ульма в 1945—1948 годах. Он ушёл из жизни в 1973 году на 83-м году жизни. Его пережили лишь старшие дочери Инге и Элизабет. Инге опубликовала в 1947 году книгу «Белая роза». Она была активисткой пасхальных маршей мира и соучредителем Школы дизайна в Ульме. В 1952 году она вышла замуж за графического дизайнера Отла Айхера. В браке родилось 5 детей. Айхер спроектировал бронзовые бюсты Ганса и Софи Шолль для здания ратуши в Ульме к 50-й годовщине казни в 1993 году. Инге ушла из жизни в 1998 году.
Элизабет в 1945 году вышла замуж за бывшего жениха Софи Фрица Хартнагеля (1917—2001). У пары родилось четверо детей. В 2005 году сын Хартнагелей Томас опубликовал подборку писем Софи и своего отца под заголовком «Софи Шолль, Фриц Хартнагель, чтобы мы не теряли себя, переписка 1937—1943» (нем. Sophie Scholl, Fritz Hartnagel, Damit wir uns nicht verlieren, Briefwechsel 1937-1943). В 2012 году Элизабет передала переписку в Федеральный архив Германии. Как прокомментировали представители архива, «письма, полученные как часть пожертвования от семьи, являются чрезвычайно ценными свидетельствами, отражающими не только внутренние мысли и чувства юной Софи в отношениях с её давним другом Фрицем, но и её политическое развитие, её чрезвычайно мужественное сопротивление национал-социализму». Элизабет умерла в 2020 году через день после 100-летнего юбилея.

## Память и значение
В наши дни восприятие фигуры Софи Шолль кардинально изменилось. Из предательницы она превратилась в легендарную героиню. Она стала символом мирного сопротивления нацизму. При этом сразу после войны многие немцы негативно оценивали личность Шолль, а в ГДР 1950-х годов её история замалчивалась, поскольку считалась примером буржуазного Сопротивления в противоположность социалистическому. В 1960-х годах в ГДР, наоборот, был создан непогрешимый героический образ Шолль. Открыто её судьба стала обсуждаться уже в 1990-х. Сегодня история «Белой розы» известна каждому немцу. Члены группы считаются примерами для подражания. При этом Софи более известна, нежели другие участники «Белой розы», особенно в англоязычном мире.
Имена Ганса и Софи Шолль носят множество улиц и площадей по всей Германии; школа имени Шоллей есть почти в каждом городе страны. В ФРГ школам стали присваивать имена Шоллей с 1960-х годов. В честь них была переименована площадь, на которой расположено главное здание Мюнхенского университета (нем. Geschwister-Scholl-Platz), а также назван институт политологии в его составе. Монумент памяти участников «Белой розы» установлен во внутреннем дворе университета. Здесь регулярно проходят туры и экскурсии, рассказывающие о судьбе Шоллей. 22 февраля 2003 года, в шестидесятую годовщину казни Софи, её бюст был установлен в пантеоне выдающихся немцев Вальхалла.
В 1961 году Софи и Ганс Шолль появились на почтовой марке ГДР, выпущенной Deutsche Post. Deutsche Bundespost выпустила марку с Софи в 1964 году. В 1991 году вышла ещё одна марка с ней в рамках проекта «Женщины в истории Германии». В 2020 году в честь 100-летия со Дня рождения Шолль в Германии вышла памятная монета. Тогда же Шолль была увековечена на золотой монете Самоа в рамках программы «Самые маленькие золотые монеты».
В 1982 году немецкая актриса Лена Штольце исполнила роль Софи Шолль в фильмах «Белая роза» и «Пять последних дней». В 2005 году вышла картина «Софи Шолль — последние дни», главную роль в которой сыграла Юлия Йенч. Картина была номинирована на «Оскар» за лучший фильм на иностранном языке, а сама Йенч получила несколько наград, в том числе Серебряного медведя Берлинского кинофестиваля, награду Немецкой киноакадемии и главную европейскую кинонаграду European Film Awards. Этот фильм привлёк внимание молодой аудитории к истории Софи Шолль, он часто демонстрируется в немецких школах.
С 1980 года вручается литературная премия Ганса и Софи Шолль. Ей отмечаются произведения, которые «свидетельствуют о духовной независимости, поощряют гражданскую свободу, моральную, интеллектуальную и эстетическую смелость и тем самым дают ощутимый импульс чувству ответственности современников».
В 2003 году телекомпания ZDF выпустила телепроект «Наши лучшие», в рамках которого немцам предлагалось выбрать величайших соотечественников и величайшие образцы наследия немецкой культуры. В номинации «Величайшие немцы» (нем. Die größten Deutschen), в которой участвовали более чем 300 кандидатур, Ганс и Софи Шолль заняли итоговое 4-е место, уступив лишь Конраду Аденауэру, Мартину Лютеру и Карлу Марксу, в первую очередь благодаря голосам молодёжи. Тогда же Софи была признана величайшей женщиной XX века по опросу немецкого женского журнала Brigitte. 9 мая 2014 года, в 93-й День рождения Софи, она появилась на Google Doodle для Германии.